# 累積的階層
数学、特に集合論において、累積的階層（るいせきてきかいそう、Cumulative hierarchy）とは順序数 {\displaystyle \alpha } で添え字づけられた集合 {\displaystyle W_{\alpha }} の族で、以下を満たすものを指す。
- {\displaystyle W_{\alpha }\subseteq W_{\alpha +1}}
- {\displaystyle \lambda } が極限順序数のとき、{\textstyle W_{\lambda }=\bigcup _{\alpha <\lambda }W_{\alpha }}

場合によって、{\displaystyle W_{\alpha +1}\subseteq {\mathcal {P}}(W_{\alpha })} であることや、{\displaystyle W_{0}\neq \emptyset } であることを条件に入れることもある。
累積的階層をなしている {\textstyle W=\bigcup _{\alpha \in \mathrm {On} }W_{\alpha }} の和はしばしば集合論のモデルになる。
単純に"累積的階層"と言った場合、フォン・ノイマン宇宙の累積的階層 {\displaystyle \mathrm {V} _{\alpha }} を指すことが多い。これは {\displaystyle \mathrm {V} _{\alpha +1}={\mathcal {P}}(W_{\alpha })} で定めるものであり Zermelo (1930) で導入された。

## 反映原理
累積的階層は反映原理の一形態を次のような形で満たす: 集合論のいかなる論理式も、それが累積的階層の総和 {\displaystyle W} で成立するのならば、あるステージ {\displaystyle W_{\alpha }} でも成立している。

## 例
- フォンノイマン宇宙は累積的階層 {\displaystyle \mathrm {V} _{\alpha }} によって構成される。
- 構成可能宇宙の {\displaystyle \mathrm {L} _{\alpha }} も累積的階層をなしている。
- 強制法によって構成されるブール値モデルも累積的階層を用いて構成される。
- 何かしらの集合論のモデル (正則性公理は満たしていないかもしれない) の整礎的集合全体は累積的階層をなし、その中では正則性公理が成立する。